# Tajiquistão nos Jogos Olímpicos de Verão de 2016
Tajiquistão participou dos Jogos Olímpicos de Verão de 2016, que foram realizados na cidade do Rio de Janeiro, no Brasil, entre os dias 5 e 21 de agosto de 2016.
O atleta Dilshod Nazarov conquistou a medalha de ouro no Atletismo na categoria Lançamento de martelo masculino no dia 20 de agosto de 2016, com a marca de 77.79.